# Esmery-Hallon

Esmery-Hallon este o comună în departamentul Somme, Franța. În 1 ianuarie 2022 avea o populație de 713 de locuitori.